# Christian Gottlieb Friedrich Stöwe
Christian Gottlieb Friedrich Stöwe (* 8. November 1756 in Werneuchen; † 3. Juni 1824 in Potsdam) war ein deutscher evangelischer Geistlicher und Astronom.

## Leben
Christian Gottlieb Friedrich Stöwe war der Sohn des Schuhmachermeisters Friedrich Gottlieb Stöwe (* 5. März 1732 in Werneuchen; † vor 1811) und dessen Ehefrau Dorothea Sophia (* 17. Mai 1735; † unbekannt), Tochter von Johann Friedrich Witte (1714–1749). Seine Schwester war:
- Sophie Wilhelmine Stöwe (* um 1767; 1. Januar 1832 in Berlin), verheiratet in erster Ehe mit Christian Wilhelm Hoffmann (1756–1806), Lehrer und in zweiter Ehe mit Carl Heinrich Philipp Dörry (1788–1840), Schulrektor in Rheinsberg.

### Ausbildung
Noch in seiner Kindheit zogen seine Eltern nach Berlin und er besuchte eine der dortigen Bezirksschulen und erhielt seinen Elementarunterricht. Er erhielt seinen Konfirmationsunterricht beim späteren Oberkonsistorialrat Theodor Karl Georg Woltersdorf (1727–1806), der die Geistesanlagen des Jungen erkannte und diesen in seinem Wunsch zu studieren, unterstützte und förderte. Mit seiner Unterstützung gelang es Christian Gottlieb Friedrich Stöwe weiteren Unterricht im Berlinischen Gymnasium zum Grauen Kloster bei Rektor Anton Friedrich Büsching zu erhalten. Er entwickelte ein großes Interesse an den Sprachen sowie an Mathematik und Physik. 
1774 begann er Privatunterricht zu erteilen und konnte so seine wirtschaftliche Lage verbessern. Er trat auch einem Sängerchor bei und erhielt bereits nach kurzer Zeit die Leitung über diesen übertragen.
Mit Unterstützung einiger Stipendien, die er dem Rektor Anton Friedrich Büsching zu verdanken hatte, war er in der Lage, sich am 20. Dezember 1778 zum Theologiestudium an der Universität Halle einzuschreiben. Er besuchte die Vorlesungen von Johann August Nösselt, Johann Salomo Semler, Georg Christian Knapp, Johann Peter Eberhard und Johann Ludwig Schulze. Neben seinem Studium erteilte er auch Unterricht in Sprachen, Geographie, Mathematik und Philosophie in den oberen Klassen der Lateinischen Schule des hallischen Waisenhauses und erhielt hierfür eine freie Wohnung gestellt und einen Freitisch.

### Tätigkeit als Lehrer
Nach einem zweijährigen Studium verließ er die Universität 1780 und übernahm die ihm angetragene Lehrerstelle an dem Pädagogium der königlichen Realschule in Berlin. Bis 1784 unterrichtete er in lateinischer Sprache, Religionslehre, Mathematik, Naturlehre, Logik, Philosophie und deren Geschichte, Mathematik und Astronomie. 
In der Astronomie untersuchte er auch den Einfluss der Himmelskörper auf die meteorologischen Erscheinungen. Er war ein täglicher Beobachter der Witterungsverhältnisse und des Barometerstandes und er sammelte Nachrichten aus verschiedenen Gegenden der Erde zu diesem Thema. Er versuchte auch, durch physikalische Experimente chemische Prozesse zu verstehen und durch Berechnungen aus dem Kleinen auf das Große zu schließen. Er stand auch mit dem Herausgeber des astronomischen Jahrbuchs und Direktor der Berliner Sternwarte Johann Elert Bode in Kontakt, der ihn darum bat, mit seinen Untersuchungen fortzufahren. Durch tabellarische Berechnungen über den jeweiligen Stand der verschiedenen Planeten in dem Monat des Jahres, versuchte er aus den Konstellationen die atmosphärischen Erscheinungen zu erklären.
Am 11. Januar 1781 erhielt er vom Oberkonsistorium die Erlaubnis zu predigen und 1784 wurde er gebeten, als Pfarrer in den Gemeinden Beiersdorf und Schönefeld bei Bernau tätig zu werden; hierzu erhielt er am 26. Februar 1784 die Erlaubnis und verließ daher seine Tätigkeit als Lehrer.  

### Tätigkeit als Pfarrer und Superintendent
In Beiersdorf fuhr er mit seinen meteorologischen Beobachtungen und Untersuchungen fort und veröffentlichte in Anzeigung einer allgemein interessanten physikalischen Entdeckung seine Beobachtungen. In dieser Schrift teilte er mit, dass er durch die Witterungslehre für den Feldanbau des Abts Joseph Toaldo, in der erwähnt wird, dass die Witterungsveränderungen vom Einfluss der Planeten und der Sterne abhängen würden, angeregt wurde, hierzu intensiver zu forschen. Im Ergebnis habe er festgestellt, dass die Sonne, der Mond und die Planeten des Sonnensystems bei bestimmten Konstellationen ursächlich wären für Erdbeben, Vulcanausbrüche, Stürme, Orcane, Donnerwetter, Wolkenbrüche, Hagelfälle, Nordlichter, Feuerkugeln und andere Naturereignisse und könne dies für den Zeitraum von 1780 bis 1786 mit verschiedenen Schriften, die er gesammelt habe, belegen. Darauf erschien im folgenden Jahr  Erklärung der Constellationen oder Stellungen der Himmelskörper, welche Erdbeben, Vulcane, Donnerwetter u. s. w. und alle Witterungserscheinungen verursachen. In diesem Buch entwickelte er seine Theorie der Konstellationen der Planeten und deren Auswirkungen auf die Meteorologie. Um die Kritik und Einwürfe gegen seine Theorie zu verteidigen, veröffentlichte er 1792 Meteorologische Merkwürdigkeiten. Er sah sich hierbei in seinem Ziel erreicht, bei vielen ein Interesse an diesem Thema zu wecken und selbst Beobachtungen anzustellen. 
Auf seine Bitte hin, wurde ihm 1796 die zweite Predigerstelle in der St. Nicolaikirche in Potsdam übertragen und auch hier beschäftigte er sich weiterhin intensiv mit seinen Studien zur Meteorologie. Im Laufe der Zeit bemerkte er jedoch, dass er fehlenden Zuspruch und Unterstützung erhielt und nahm von weiteren kostspieligen Drucken abstand, sondern veröffentlichte nur  noch auf privater Ebene. 
1804 wurde er in seiner Gemeinde zum Oberpfarrer und zum Superintendenten ernannt. Als Oberpfarrer waren bis zu 10.000 Seelen in seiner Gemeinde und sonntags predigte er in der Stadt und in zwei Filial-Kirchen. Als Superintendent führte er zwanzig Prediger und fünfzig Schullehrer in seiner Diözese von fünfzig Dörfern, war Ephorus des Gymnasiums, Aufseher der städtischen Schulen, Mitglied der Schulkommission und des königlichen Armendirektoriums sowie Vizepräsident der Bibelgesellschaft. Dazu kam noch die Rechnungsführung zweier Predigerwitwenkassen, das Sammeln der Kollektengelder, der Beiträge zur Schullehrerwitwenkasse und zur Bibelverbreitung und die Anfertigung von Populationslisten und weiterer Listen und Tabellen. 
Am 14. September 1784 heiratete Christian Gottlieb Friedrich Stöwe in Beiersdorf Marie Henriette (* 1760; † unbekannt), Tochter des Kaufmanns und Oberkirchenvorsteher Johann Christian Hoppe aus Berlin. Gemeinsam hatten sie mehrere Kinder.

## Schriften (Auswahl)
- Versuch einer Geschichte der Philosophie bloß zum Gebrauch für Schulen. Berlin 1783.
- Anzeigung einer allgemein interessanten physikalischen Entdeckung. Berlin 1790.
- Erklärung der Constellationen oder Stellungen der Himmelskörper, welche Erdbeben, Vulcane, Donnerwetter u. s. w. und alle Witterungserscheinungen verursachen. Berlin 1791.
- Fortgesetzte Anzeigung derer Tage dieses 1791 Jahres welche durch besondere Naturereignisse sich auszeichnen werden. Berlin 1791.
- Meteorologische Merkwürdigkeiten. Berlin 1792.